# 싱타이 지진
싱타이 지진(중국어: 邢台大地震 싱타이다이진[*])은 1966년 3월 8일부터 3월 29일까지 중화인민공화국 남부 허베이성의 싱타이시가 지역에서 발생한 일련의 군발지진이다.
모멘트 규모 M6.0의 첫 지진은 1966년 3월 8일 이른 아침 룽야오현을 진앙으로 발생했다. 이후 3월 29일까지 모멘트 규모 M6을 넘는 5차례의 지진이 이어졌다. 이 지진 중 가장 강력한 것은 모멘트 규모 M6.8로 3월 22일 닝진현 남동부에서 발생했다. 싱타이 지진은 1948년 중화인민공화국 수립 이후 중국 동부의 인구밀집지대에서 일어난 첫 대지진으로 심각한 인명 및 재산 피해가 발생했다. 지진 피해로 사망자 8,064명, 부상자 38,000명이 발생했으며 5백만 채 이상의 가옥이 파괴되었다.

## 지진 목록
| 날짜       | 시각 (UTC) | 위도      | 경도       | 진원 깊이 | 규모      | 출처  |
| ---------- | ---------- | --------- | ---------- | --------- | --------- | ----- |
| 1966-03-07 | 21:29:19   | 37.156° N | 114.875° E | 20 km     | 6.5 (Mw ) | [ 4 ] |
| 1966-03-22 | 08:11:37   | 37.535° N | 115.039° E | 20 km     | 6.2 (Mw ) | [ 5 ] |
| 1966-03-22 | 08:19:36   | 37.545° N | 115.061° E | 20 km     | 6.8 (Mw ) | [ 6 ] |
| 1966-03-26 | 15:19:04   | 37.714° N | 115.275° E | 20 km     | 6.0 (Mw ) | [ 7 ] |
| 1966-03-29 | 12:00:00   | 37.464° N | 115.127° E | 20 km     | 6.0 (Mw ) | [ 8 ] |

## 반응
지진 이후 저우언라이가 지진 피해 지역을 찾아 위로했다. 같은 해 4월 27일 저우언라이는 중난하이에서 지질부 장관 리사광과 석유과학원 부원장 웬문보를 접견해 보고를 들은 후 지진 예측 연구를 시작해 달라고 요청했다.

## 같이 보기
- 1966년 지진
- 중국의 지진 목록